# Hallands län
För andra betydelser av Halland och Hallands län, se Halland (olika betydelser).

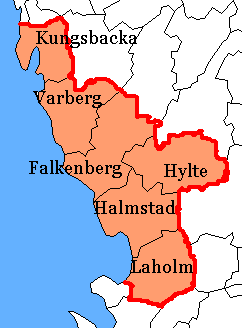
Kommuner i Hallands län: Kungsbacka kommun, Varbergs kommun, Falkenbergs kommun, Hylte kommun, Halmstads kommun, Laholms kommun.

Hallands län är ett västsvenskt kustlän i Götaland, med gränser till Västra Götalands län, Kronobergs län, Jönköpings län och Skåne län. Residensstad är Halmstad.
Hallands läns valkrets utgör valkrets vid riksdagsval i Sverige.

## Administrativ historik
Vid freden i Brömsebro 1645 blev Halland svenskt på 30 år. Från freden i Roskilde 1658 blev Halland permanent svenskt. Före freden i Brömsebro bestod Halland av två slottslän: Varbergs län och Halmstads län.
Till en början styrdes den nya provinsen av en guvernör. 1658 utnämndes den första landshövdingen, enligt 1634 års regeringsform.  1683 infördes svensk lag. 1676 las länet under styrning av Skånska generalguvernementet, men bröts ut ur den 1693. Länet består fortfarande till största delen av landskapet Halland. Till och med 1970 var länets och landskapets gränser identiska. Den "inbuktning" som idag urskiljer länsgränsen från landskapsgränsen består av huvuddelen av Hylte kommun som tillfördes från Småland (Jönköpings län). 
År 1971 tillfördes församlingarna Grimmared, Gunnarsjö, Karl Gustav och Kungsäter från dåvarande Älvsborgs län (Västergötland) (ingår i Varbergs kommun) samt Älvsered, likaså från Älvsborgs län (ingår i Falkenbergs kommun).
Samtidigt överfördes Lindome till dåvarande Göteborgs och Bohus län (ingår i Mölndals kommun, Västra Götalands län) och Östra Karup till dåvarande Kristianstads län (ingår i Båstads kommun, Skåne län).
År 1974 tillfördes församlingarna Femsjö, Färgaryd, Jälluntofta, Långaryd och Södra Unnaryd i landskapet Småland från Jönköpings län. Dessa bildar tillsammans med Drängsereds, Kinnareds och Torups församlingar Hylte kommun som är länets enda inlandskommun.

## Geografi

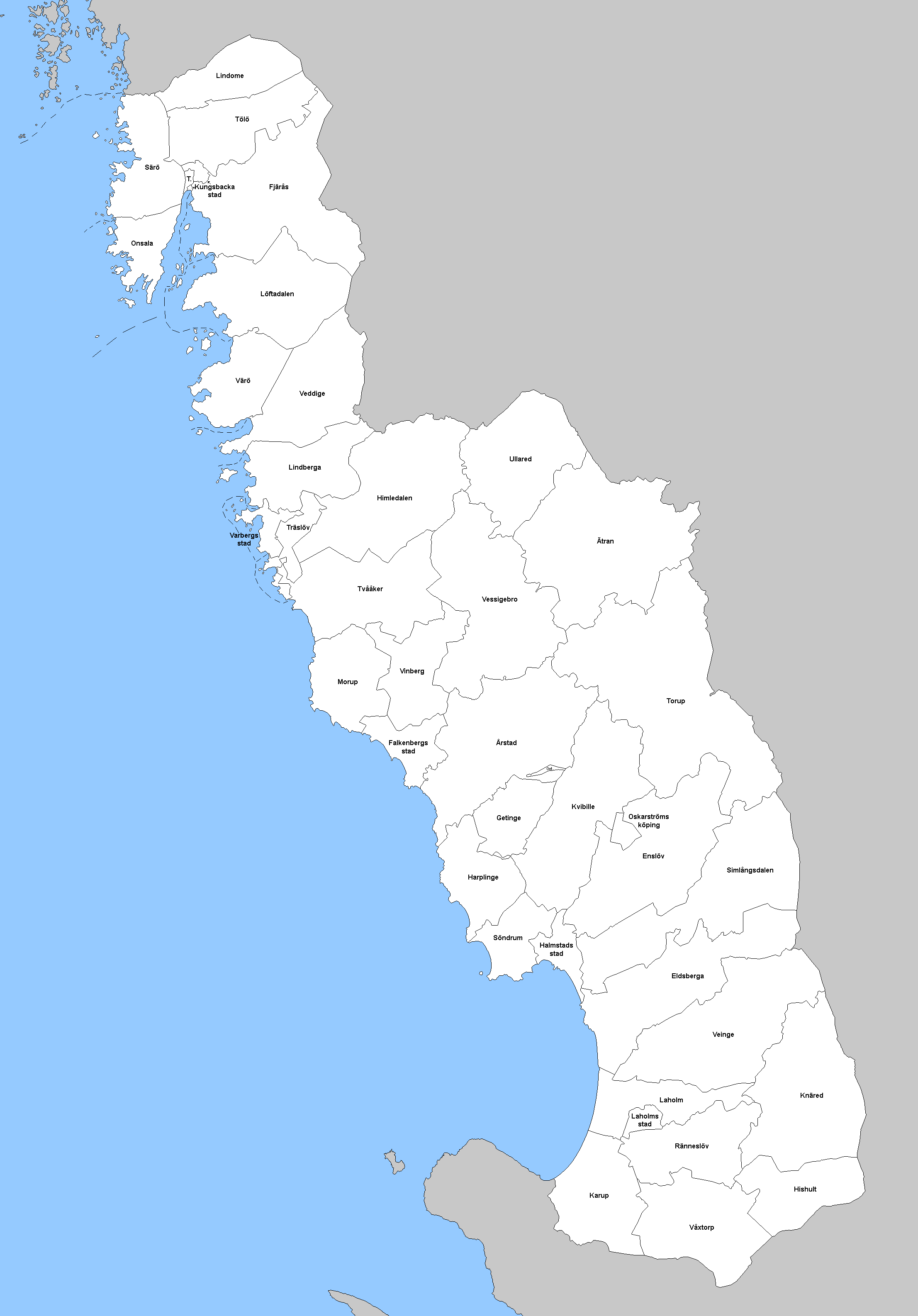
Kommuner i Hallands län 1952. Notera att länsgränsen har ändrats sen dess. Lindome har överförts till Göteborgs och Bohus län (idag Västra Götalands län), del av Karup (Östra Karups socken) har överförts till Kristianstads län (idag Skåne län) och Hallands län har mottagit Hylte och Kungsäters landskommuner samt del av Unnaryd och Högvad.

Större delen av landskapet Halland samt delar av Västergötland och Småland ingår i detta län.
Större delen av befolkningen bor i kustområdet, som till största delen är jordbruksbygd, medan inlandet är skogsbygd. Norra delen fungerar i allt större utsträckning som förortsområde till Göteborg. Detta gäller framförallt Kungsbacka kommun, men även vissa delar av Varbergs kommun.

## Ekonomi och infrastruktur

### Näringsliv

#### Energi och råvaror
Halland förbrukade 2004 omkring 14 500 GWh. Industrin använde 48 % av energin, 30 % gick till bostäder, lokaler och jordbruket, medan 22 % användes av transportsektorn.
I länet produceras omkring 1 200 GWh elenergi från vattenkraft, vindkraft, kraftvärmeverk och industriell mottryckskraft. Dessutom produceras cirka 25 000 GWh el från kärnkraft, i Ringhals kärnkraftverk i Varbergs kommun. Omkring 700 GWh fjärrvärme produceras i länet. Biogasproduktionen är på 39 GWh, det finns 16 500 m² solvärmeanläggningar som ger 5 GWh.

### Infrastruktur

#### Transporter
E6/E20 utgör länets trafikstomme, motorvägen löper genom länet vid kusten från Skåne upp mot Göteborg.
Västkustbanan går genom länet. Den är utbyggd till dubbelspår utom sträckan genom Varberg. Där byggs nu en ny sträckning inklusive tunnel, byggstart skedde 2019 och skall tas i trafik sommaren 2025. Norr om Falkenberg på sträckan som löper längs med motorväg E6/E20 sattes i juli 1993 svenskt hastighetsrekord på järnväg med 273 km/h. Stationerna ligger i centrum av Kungsbacka, Varberg och Halmstad, men utanför Falkenberg och Laholm. Västkustbanan trafikeras av Öresundståg och SJ.
Från Varberg går Viskadalsbanan mot Borås (där trafiken bedrivs av Västtrafik) och från Halmstad finns tåg mot Nässjö (vilka körs av JLT) 
Kollektivtrafiken med buss hanteras av Hallandstrafiken, dock inte i Kungsbacka kommun där Västtrafik ansvarar för busstrafiken.
Länets enda flygplats är Halmstads flygplats. Strax utanför länet finns Göteborg-Landvetter flygplats och Ängelholms flygplats. För utrikesresor från Halland används även ofta Köpenhamns flygplats.

#### Utbildning och forskning
Högskolan i Halmstad, som startade i början av 1970-talet, har 7 000 studerande. Högskolefilialen i Varberg, Campus Varberg, har efter utbyggnad 2008 plats för cirka 1 500 studerande.

## Befolkning

### Demografi

#### Tätorter
De största tätorterna i länet enligt SCB:
| Nr | Tätort     | Folkmängd (31 december 2023) |
| -- | ---------- | ---------------------------- |
| 1  | Halmstad   | 72 979                       |
| 2  | Varberg    | 38 575                       |
| 3  | Falkenberg | 29 671                       |

Residensstaden är i fet stil

#### Befolkningsutveckling
| Befolkningsutvecklingen i Hallands län 1970–2024 | Befolkningsutvecklingen i Hallands län 1970–2024 | Befolkningsutvecklingen i Hallands län 1970–2024 | Befolkningsutvecklingen i Hallands län 1970–2024 | Befolkningsutvecklingen i Hallands län 1970–2024 |
| ------------------------------------------------ | ------------------------------------------------ | ------------------------------------------------ | ------------------------------------------------ | ------------------------------------------------ |
|                                                  |                                                  |                                                  |                                                  |                                                  |
| År                                               |                                                  |                                                  | Invånare                                         |                                                  |
| 1970                                             | 1970                                             |                                                  | 200 055                                          | 200 055                                          |
| 1975                                             | 1975                                             |                                                  | 219 780                                          | 219 780                                          |
| 1980                                             | 1980                                             |                                                  | 230 924                                          | 230 924                                          |
| 1985                                             | 1985                                             |                                                  | 240 063                                          | 240 063                                          |
| 1990                                             | 1990                                             |                                                  | 254 725                                          | 254 725                                          |
| 1995                                             | 1995                                             |                                                  | 269 338                                          | 269 338                                          |
| 2000                                             | 2000                                             |                                                  | 275 004                                          | 275 004                                          |
| 2005                                             | 2005                                             |                                                  | 285 868                                          | 285 868                                          |
| 2010                                             | 2010                                             |                                                  | 299 484                                          | 299 484                                          |
| 2015                                             | 2015                                             |                                                  | 314 784                                          | 314 784                                          |
| 2020                                             | 2020                                             |                                                  | 336 748                                          | 336 748                                          |
| 2024                                             | 2024                                             |                                                  | 345 074                                          | 345 074                                          |
| Källa: SCB - Folkmängd efter region och tid.     |                                                  |                                                  |                                                  |                                                  |

## Kultur

### Traditioner

#### Kultursymboler och viktiga personligheter
Länsvapnet
Blasonering: I blått fält ett upprest lejon av silver med röd beväring, därest dylik skall komma till användning.
Länsstyrelsen använde Hallands landskapsvapen eftersom de båda enheterna geografiskt överensstämde, och detta bruk stadfästes 1941. Att sedan 1970-talet mindre delar av Västergötland och Småland tillhör länet har inte föranlett någon ändring. Det registrerades i Patent- och registreringsverket 1974.